# Aprophata
Aprophata – rodzaj chrząszczy z rodziny kózkowatych i podrodziny zgrzypikowych. 

## Zasięg występowania
Przedstawiciele tego rodzaju występują na Filipinach.

## Systematyka
Do Aprophata należy 8 gatunków:
- Aprophata eximia
- Aprophata eximioides
- Aprophata marinduquensis
- Aprophata nigrescens
- Aprophata notha
- Aprophata ruficollis
- Aprophata semperi
- Aprophata vigintiquatuormaculata